# 1997 EU2
1997 EU2 är en asteroid i huvudbältet som upptäcktes den 4 mars 1997 av den japanska astronomen Takao Kobayashi vid Ōizumi-observatoriet.
Asteroiden har en diameter på ungefär 3 kilometer och den tillhör asteroidgruppen Nysa.